# Автолесовоз
Автолесовоз — вид специального напольного транспорта, предназначенного для перемещения пиломатериалов уложенных пакетами. Не следует путать автолесовоз с автомобилем-лесовозом. Также, иногда, автолесовозы ошибочно называют штабелевозами.

Автолесовоз 5-С-2 1935 года

## Описание
Автолесовоз — транспортная машина, как правило, с двигателем внутреннего сгорания. Конструкция автолесовоза имеет высоко поднятую раму с угловыми стойками, опирающимися через пружинные рессоры на ходовые колеса. В нижней части рамы расположен специальный рабочий орган — захватное устройство, которое поворачивается вокруг горизонтальной оси, сближающееся и перемещающееся при помощи гидропривода по вертикали.
Автолесовоз наезжает на пакет пиломатериалов и с помощью захватного устройства приподнимает пакет, удерживая его и перевозя в нужное место, после чего опускает пакет и уезжает.

## Места эксплуатации
Автолесовозы используют на крупных промышленных предприятиях связанных с деревообработкой, на складах, а также в морских и речных грузовых портах.

## История
В СССР долгое время использовались автолесовозы зарубежного производства. Однако с начала 1930-х годов Соломбальский машиностроительный завод в Архангельске начал производство отечественных автолесовозов. Тем не менее зарубежные автолесовозы также продолжали закупаться.
Типичный пример автолесовоза модели Т-60 производства Соломбальского машиностроительного завода можно увидеть в эпизоде художественного фильма «Королева бензоколонки» (1962).